# Cornus officinalis
Cornus officinalis, és una espècie de planta medicinal pertanyent a la família de les cornàcies. És originària del sud-est d'Àsia.

## Etimologia
En coreà es coneix com a sansuyu (산수유), en xinès com a shān zhū yú (山茱萸) i en japonès com a sanshuyu (サンシュユ).

## Usos medicinals
Es troba a la Xina, Japó i Corea on és usada com a planta comestible i com a planta medicinal; es fa servir en la medicina tradicional xinesa.
S'estan realitzant estudis en línies cel·lulars de càncer de mama ER positius (receptor d'estrògens) amb extractes d'aquesta planta medicinal xinesa.

## Sinonímia
- Macrocarpium officinale (Siebold i Zucc.) Nakai, Bot. Mag. (Tòquio) 23: 38 (1909).
- Cornus officinalis var. koreana Kitam., Acta Phytotax. Geobot. 25: 39 (1972).[1]

## Galeria

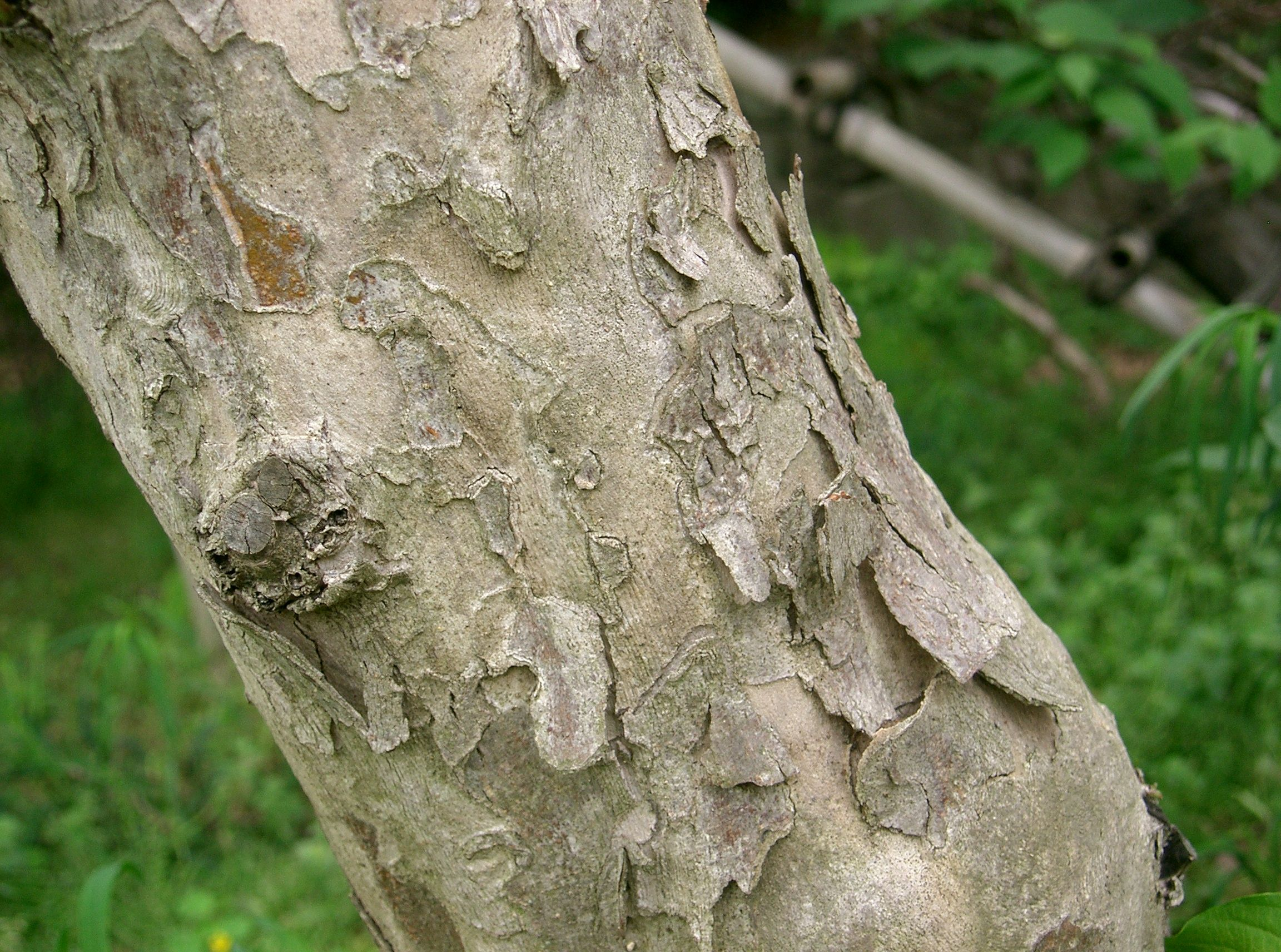
tronc
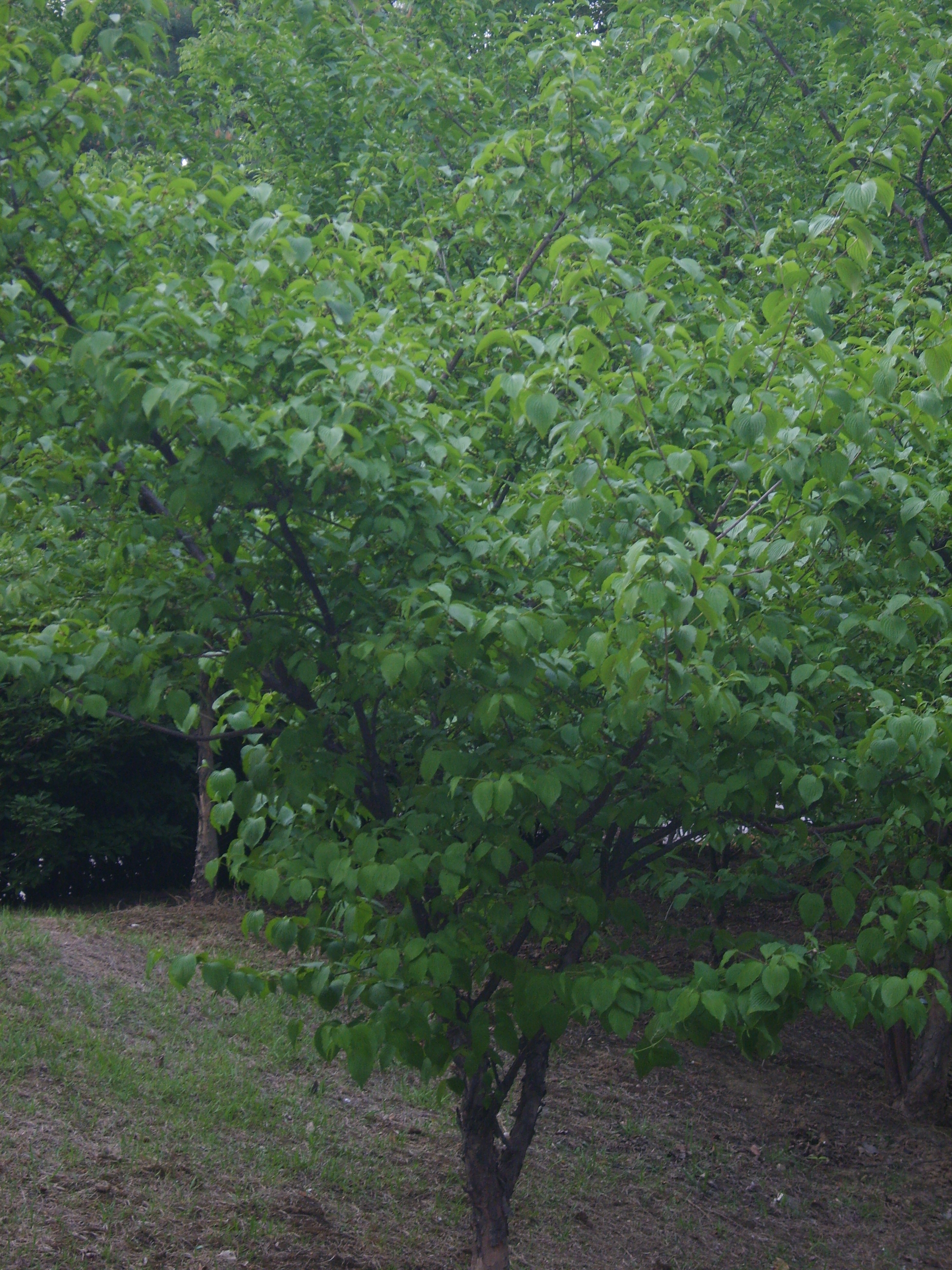
fulles
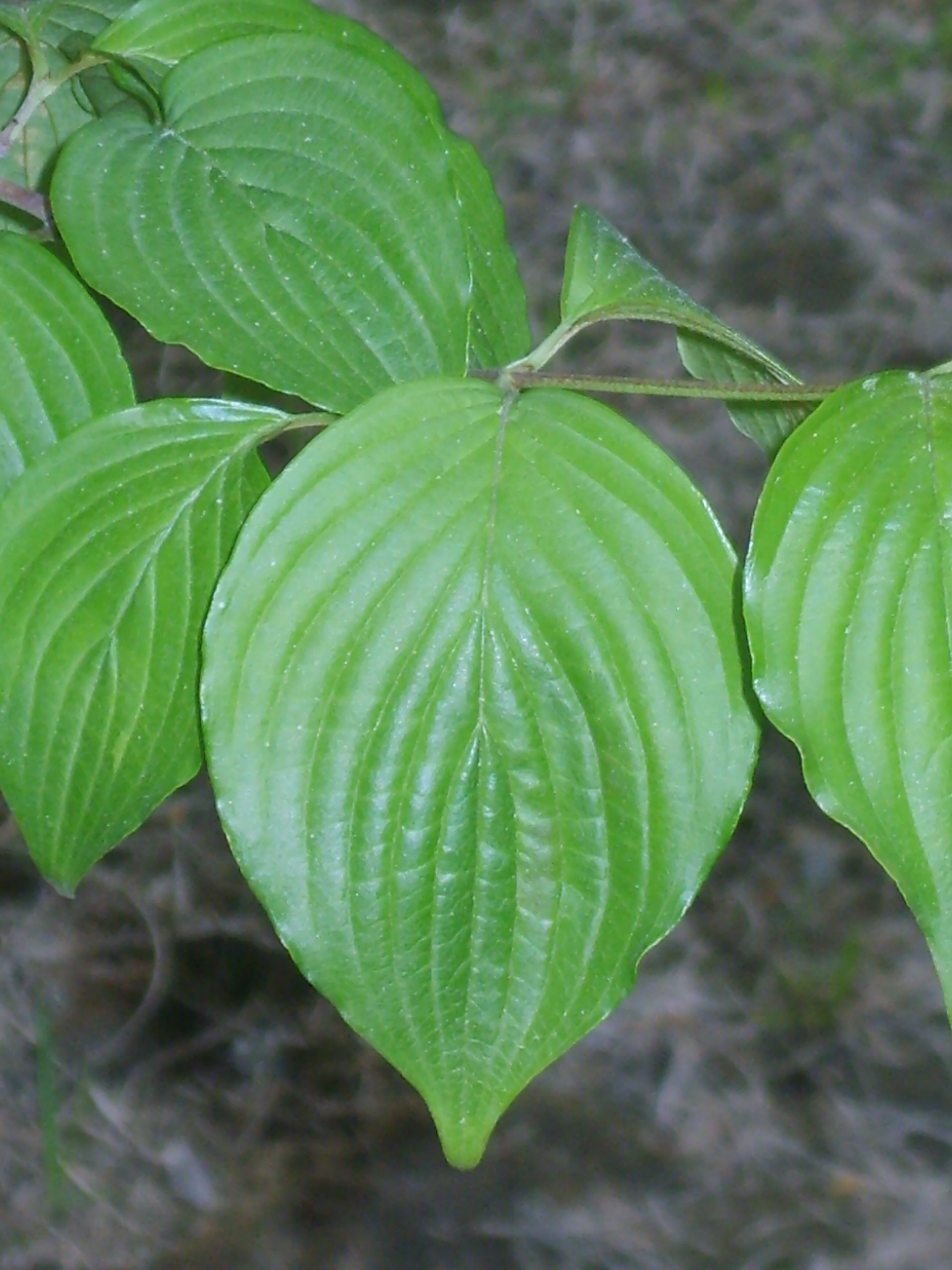
fulles
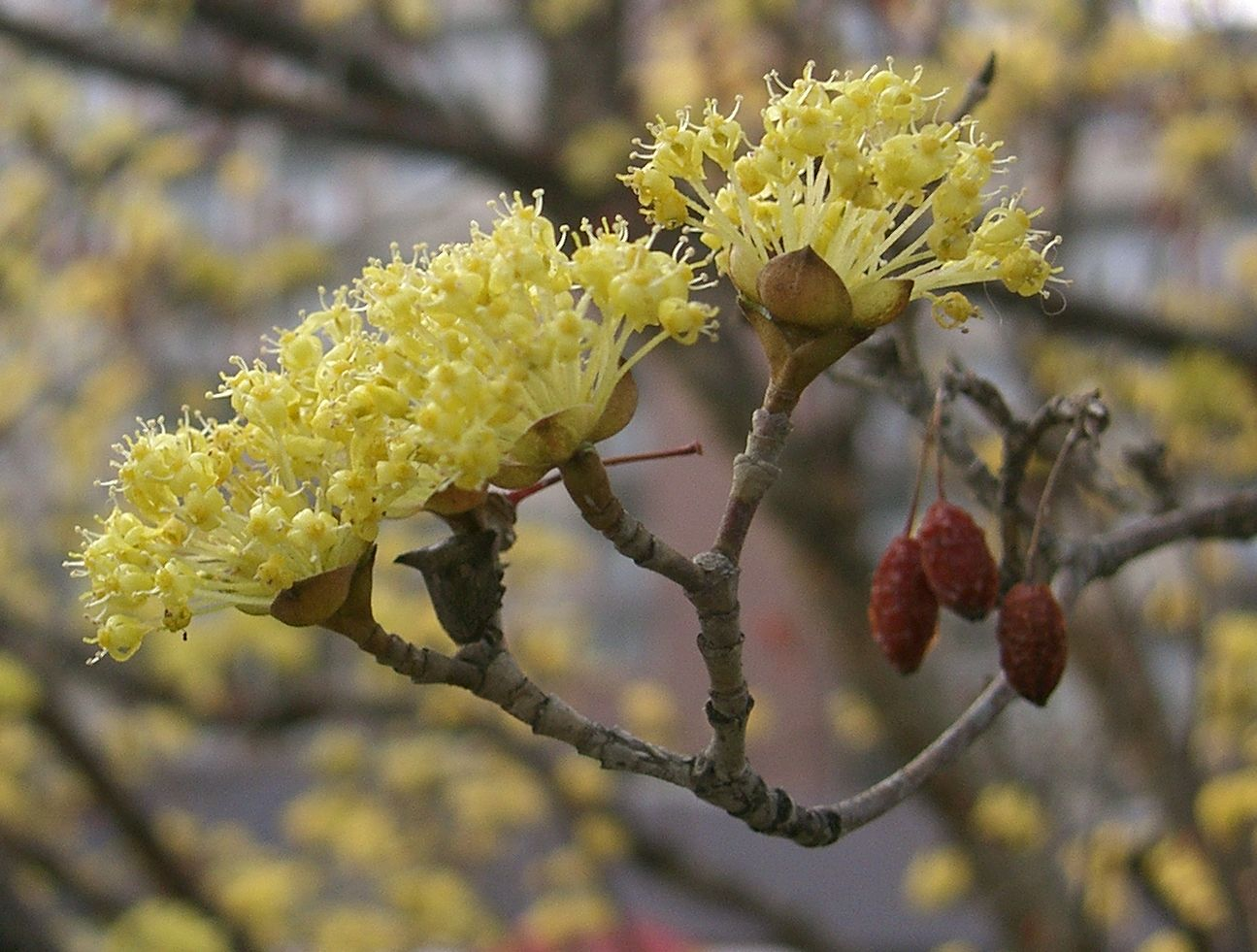
flors